# Cielaki (sielsowiet Narocz)
Cielaki (biał. Целякі; ros. Теляки) – wieś na Białorusi, w obwodzie mińskim, w rejonie miadzielskim, w sielsowiecie Narocz.

## Historia
W czasach zaborów wieś w granicach Imperium Rosyjskiego.
W dwudziestoleciu międzywojennym wieś leżała w Polsce, w województwie wileńskim, w powiecie duniłowickim (od 1926 postawskim), w gminie Miadzioł a następnie w gminie Kobylnik.
Według Powszechnego Spisu Ludności z 1921 roku zamieszkiwało tu 59 osób, 1 była wyznania rzymskokatolickiego a 58 prawosławnego. Jednocześnie 1 mieszkaniec zadeklarował polską a 58 białoruską przynależność narodową. Było tu 10 budynków mieszkalnych. W 1931 w 19 domach zamieszkiwało 105 osób.
Wierni należeli do parafii rzymskokatolickiej w m. Miadzioł. Miejscowość podlegała pod Sąd Grodzki w Miadziole i Okręgowy w Wilnie; właściwy urząd pocztowy mieścił się w Kobylniku.
W 1938 roku miejscowość należała do gromady Czerewki gminy Kobylnik.
Po agresji ZSRR na Polskę w 1939 roku wieś znalazła się w granicach BSRR. W latach 1941–1944 była pod okupacją niemiecką. Następnie leżała w BSRR. Od 1991 roku w Republice Białorusi.